# Denis Vernant
Pour les articles homonymes, voir Vernant.
Denis Vernant (né le 21 avril 1948 à Ravensbourg, Bade-Wurtemberg) est un philosophe français, professeur émérite à l'université Grenoble-Alpes. Son champ de recherche couvre la logique et son histoire, la philosophie du langage, la pragmatique et la dialogique ainsi que la philosophie de l'action et la praxéologie.

## Recherches
Denis Vernant a consacré sa thèse d'État (1988) et de nombreuses études à l’œuvre logico-mathématique de Bertrand Russell qui visent à dégager les relations entre logique, grammaire philosophique, gnoséologie et ontologie. Dans le cadre d’une philosophie de la logique, il fut conduit à étudier notamment les travaux de l’École polonaise de logique et les systèmes de Stanislaw Lesniewski, lecteur des Principia Mathematica.
Elargissant ses recherches à l’examen du langage naturel, il propose une théorie pragmatique, axiologiquement neutre, qui puisse rendre compte de l’usage du discours dans sa double dimension d’interaction langagière et de transactions intersubjective et intramondaine.
S’inscrivant résolument dans le « paradigme actionnel », ses travaux débouchent sur une praxéologie ou théorie générale de l’agir humain capable de donner sens et finalité aux actions communicationnelles en termes de résolutions de problèmes par des agents engagés dans un monde qu’ils co-construisent.
Ses travaux actuels s'orientent dans trois directions : 
- celle de la connaissance avec une définition de la véridicité en termes :

– logiques (Axiomatique Alternative de l'Hexagone des oppositions) ;
– pragmatiques (actes véridictionnels d'assertion, de dénégation, d'estimation et de considération) ;
– dialogiques : sa Logique Dialogique de la Véridicité rend compte de l’établissement de la validité comme de la vérité matérielle dans des dialogues formels ou effectifs ; sa Logique Dialogique Déductive  fournit le moyen de formaliser l’argumentation déductive élaborée conjointement par les interlocuteurs d’un dialogue coopératif.
– et praxéologiques (régimes de véridicité) ;
- celle, politique, d'un examen critique de l'"éthique de la discussion" d'Habermas et de son rôle idéologique et, plus généralement, des procédures prétendument "dialogiques" (forums démocratiques, débats participatifs, etc.) par lesquelles on veut assurer l'"acceptabilité" des novations technico-industrielles (notamment dans le domaine des nanotechnologies) ;

- enfin celle de l'élaboration d'une protologique de l'in/compatibilité qui, inspirée des Stoïciens, évite les paradoxes de l'implication et assure l'applicabilité de la logique formelle au monde naturel.

Parallèlement, il développe une réflexion méthodologique sur le statut des concepts, le rôle de l'axiomatique et plus généralement l'apport des logiques contemporaines au traitement des questions philosophiques traditionnelles. De plus, il revendique la nécessité d'une dialectique indisciplinaire en sciences humaines.

## Publications

### Ouvrages individuels
- Introduction à la philosophie de la logique, coll. Philosophie et langage, Bruxelles, Mardaga éd., 255 pages, 1986 (trad. en arabe).
- La Philosophie mathématique de Russell, Paris, Vrin, 509 pages, 1993.
- Du Discours à l'action, études pragmatiques, Paris, PUF, 197 pages, 1997 (trad. en chinois).
- Introduction à la logique standard, Paris, Flammarion, coll. Champs-Université n° 3027, 448 pages, 2001, 2nd éd. 2007 (trad. en bulgare).
- Bertrand Russell, Paris, Garnier-Flammarion, 470 pages, 2003.
- Discours & Vérité, approches pragmatique, dialogique et praxéologique de la véridicité, Paris, Vrin, 270 pages, 2009.
- Introduction à la philosophie contemporaine du langage, Paris, Armand Colin, 247 pages, 2011.
- Questions de logique et de philosophie, Milan, Editions Mimesis, 420 pages, 2018.
- Dire pour faire, de la pragmatique à la praxéologie, Grenoble, UGA, 2021.
- Introduction à la logique standard, Grenoble UGA, réédition 2022.

### Ouvrages en collaboration
- (avec Viviane Huys) Histoire de l'art, théories, méthodes et outils, Paris, Armand Colin, Coll. U, 2014.
- (avec Viviane Huys) L'Indisciplinaire de l'art, Paris, Puf, Coll. Formes sémiotiques, 2012.
- (avec Marie-Dominique Popelard) Les grands courants de la philosophie des sciences, Paris, Seuil, coll. Mémo, n°58, 1997 (trad. en roumain).
- (avec Marie-Dominique Popelard) Éléments de logique, Paris, Seuil, coll. Mémo, n° 101, 1998 (trad. en roumain).

- A dirigé la traduction de Mysticisme et Logique, de Bertrand Russell (1917), Paris, Vrin, 2007.
- Contribution : Utopia 3 - La question de l'art au 3e millénaire, Germs, sous la dir. de Ciro Giordano Bruni, 2012

### Éditeur scientifique
- Logical Properties of dialogue (avec Alain Trognon, Martine Batt & Jean Caelen), Presses Universitaires de Nancy, Coll. Langages, Cognition, Interaction, 2011.
- Du dialogue au texte : autour de Francis Jacques (avec Françoise Armengaud et Marie-Dominique Popelard), Paris, Éd. Kimé, 2003
- Le formalisme en question : le tournant des années trente (avec Frédéric Nef), Paris, J. Vrin, 1998
- Stanislaw Lesniewski aujourd'hui, (avec Denis Miéville) n° 16 des Recherches sur la philosophie et le langage, Paris, Vrin, 1995.
- Du Dialogue, n° 14 des Recherches sur la philosophie et le langage, Paris, Vrin, 1992.
- L'Abduction, (avec Rémi Clot-Goudard & Viviane Huys), Recherches sur  la philosophie et le langage, Paris, Vrin, 2018.

### Volume d'hommage
Denis Vernant en dialogues : Logique, pragmatique, praxéologie, Pistes, Rémi Clot-Goudard (éd.), Paris, Vrin, 2023.